# TER Pays du Mans
 (avril 2023).
 (avril 2023).
Le réseau TER du Pays du Mans est un projet de réseau ferroviaire français permettant de relier des communes jusqu'à 25 km autour du Mans à la ville centre. Le projet est à l'étude depuis 2007, mais il dépend encore de beaucoup de faits extérieurs pour être parfaitement réalisé.

## Description et objectifs
Contrairement à nombre de réseaux ferrés de type RER ou tramway, le service TER du Pays du Mans, n'est pas un service de transports en commun en site propre. Il consiste à utiliser l'ensemble des voies ferrées dont dispose Le Mans (propriété de Réseau ferré de France) et sa périphérie pour amener à la ville centre une grande majorité de travailleurs des trois couronnes. De ce fait, et dans un premier temps, ce service ne servirait qu'à des déplacements professionnels et consisterait donc en un service de navettes TER fréquent et cadencé, avec des passages et des dessertes plus intensives que jusqu'à maintenant.
Ce service ferroviaire péri-urbain doit en partie résoudre le problème qui se pose entre Le Mans Métropole et le conseil général de la Sarthe. D'un côté, Le Mans Métropole propose un service de transport en commun à capacité classique, resserré sur seulement neuf communes autour de la ville centre. De l'autre côté, les Transports Interurbains de la Sarthe relient Le Mans aux extrémités du département sans pour autant desservir les 2e et 3e couronnes de la ville, sans que les horaires de passage ne soient extensibles. La mise en place de ce service doit donc permettre aux habitants de l'ensemble du Pays du Mans de venir au Mans sans avoir à subir les aléas des bouchons, ou les contraintes des horaires resserrés des cars.
À défaut d'un service de transports en sites propres, ce système répond également à la volonté de créer des navettes de transports résolument écologiques. Ce projet s'inscrit donc dans le cadre du projet de développement de l'urbanisme (PDU). Cette démarche poursuit par la même occasion l'une des ambitions premières du développement du tramway du Mans : vider au maximum la ville des automobiles et donc des embouteillages. Enfin, à long terme, le réseau TER Pays du Mans permettra de mettre en avant d'autres projets écologiques secondaires comme la voirie spécifique du boulevard vert, le système de prêt Vel'nature, ou encore les futures lignes du Tramway du Mans qui conjointes aux lignes actuelles, devraient se trouver à proximité des futurs arrêts-gares (notamment Hôpital, par exemple). C'est également dans cette optique précise de plus grande mobilité dans l'espace urbain que de nouveaux systèmes de prêt de vélos ont été inaugurés près de la gare nord.

## Organisation

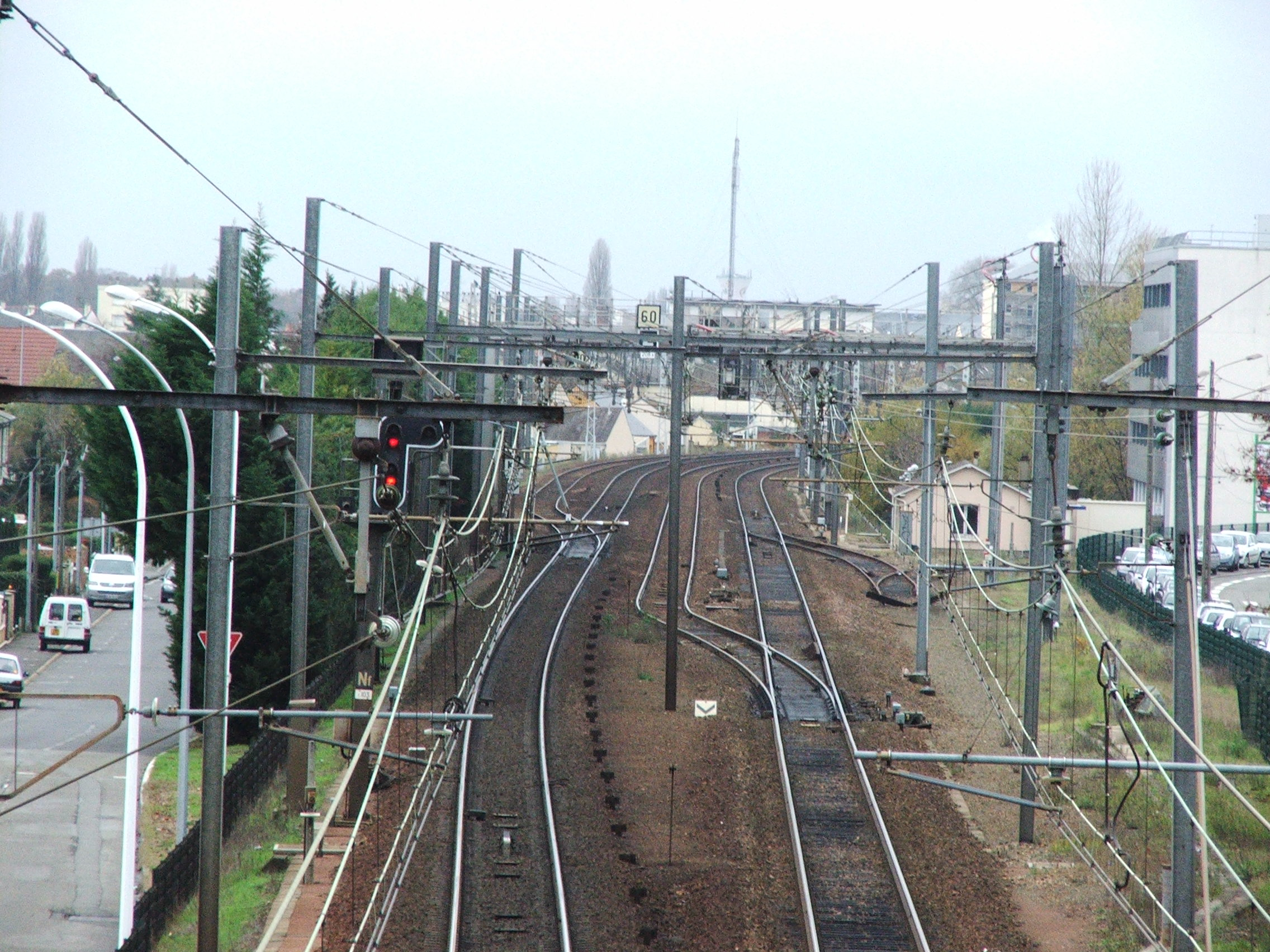
Voies ferroviaires dans le quartier Monthéard.

La mise en place de ce système nécessite deux prérequis :
- l'ouverture de la LGV Bretagne-Pays de la Loire. Cette LGV permettra de libérer nombre de lignes au sein de l'agglomération. Comme seuls les TGV Paris-Le Mans, et quelques autres circuleront, cela permettra d'intensifier la circulation des TER entre les différentes gares ;
- la création de plusieurs nouvelles gares, prévue en deux phases successives. Deux nouvelles gares doivent voir le jour au Mans, Le Mans-Hôpital au nord et Le Mans-Gautrie au sud. Toutes deux doivent être réalisées durant la seconde phase des travaux. Deux gares devraient être créées à Saint-Saturnin, une au centre de l'Arche, près de l'hôpital de l'ADAPT, et l'autre près de la zone commerciale de la porte de l'Océane. L'Océane doit être réalisée lors de la première phase et l'Arche en seconde phase. Sur un axe nord sud, les gares de Teillé, La Guierche, Montbizot et Neuville doivent être réhabilitées. Au sud, la gare de Moncé doit être réalisée. Les gares d'Arnage et de Saint-Gervais doivent être rénovées. La gare d'Écommoy sera, elle, le terminus sud de la ligne. À l'est, la gare de Champagné doit également être réhabilitée[3],[4].

## Programme de réhabilitation des gares
Si certaines gares doivent être créées, ce n'est pas le cas pour toutes les villes qui possèdent déjà des locaux encore entretenus mais désaffectés ou bien encore habités. Chaque gare devra comporter des parkings pour vélos et voitures permettant aux voyageurs de laisser leur véhicule en un lieu sécurisé pour toute la journée. Plusieurs plantations arbustives sont prévues pour valoriser la gare comme espace vert. Cependant, certaines gares comme celles du Mans, devraient davantage ressembler à de simples arrêts qu'à des gares. Cinq gares ou arrêts doivent être créés sur les lignes existantes.

## Ancienneté du projet
Ce projet de desserte n'est pas nouveau pour la ville. Il répond en écho à l'ancien service des Tramways de la Sarthe, fermé après la Seconde Guerre mondiale. À l'époque, la gare centrale était celle du Mans-Les Halles. Le réseau du Pays du Mans est donc une sorte de succession de la Voie ferrée d'intérêt local.